# آبراهام لینکلن (پاتیکیان)
آبراهام لینکلن (انگلیسی: Abraham Lincoln) مجسمه برنزی اثر هایک پاتیکیان هنرمند ارمنی-آمریکایی که در سال ۱۹۲۶ ساخته شده و در مرکز اجتماعی، سانفرانسیکو نصب شده است.